# Raymundo Punongbayan
Raymundo Punongbayan (Manilla, 13 juni 1937 – Gabaldon, 28 april 2005) was een Filipijns geoloog en vulkanoloog. Punongbayan werd beschouwd als een autoriteit op zijn vakgebied en was van 1983 tot 2002 directeur van het Philippine Institute of Volcanology and Seismology (PHIVOLS). In die periode kreeg hij onder andere te maken met de Aardbeving op Luzon in 1990 en de uitbarsting van de Pinatubo in 1991.

## Biografie
Punongbayan behaalde in 1960 zijn Bachelor-diploma geologie op de University of the Philippines. Twaalf jaar later voltooide hij zijn Ph.D. aan de University of Colorado. Gedurende zijn meer dan 30 jaar durende carrière groeide hij uit tot een prominent wetenschapper op zijn vakgebied, was hij een gewild spreker op lokale en internationale wetenschappelijke conferenties en produceerde hij vele wetenschappelijke artikelen. Hij zette zich onder andere in voor het gebruik van nieuwe technologieën in met name de geologie en het beheersen van de geologische gevaren, milieubescherming en management van natuurlijke hulpbronnen. Hij was een pionier in de toepassing van remote sensing-technieken in de Filipijnen.
Vanaf 1983 was hij directeur van PHIVOLCS en werd geprezen voor zijn rol in de manier waarop het Filipijnse vulkanisch instituut omging met de grote uitbarsting van de Pinatubo in 1991. Daarnaast was hij onder andere onderminister van Wetenschap en Technologie, gouverneur van het Filipijnse Rode Kruis en vicepresident van de toezichthoudende Nationale Raad voor Onderzoek in de Filipijnen.
Punongbayan overleed op 67-jarige leeftijd toen de helikopter waarin hij samen met acht anderen zat neerstortte in Gabaldon.

## Onderscheidingen
- 1991 - "Filipino van het jaar" (Philippine Daily Inquirer)
- 1996 - Lingkod Bayan Presidential Award
- 2001 - UN Sasakawa Award for Disaster Reduction
- 2003 - Sergy Soloviev Medal of European Geological Society